# Greg Joseph
Greg Joseph (Johannesburg, 4 agosto 1994) è un giocatore di football americano sudafricano che milita nel ruolo di placekicker per i San Francisco 49ers della National Football League (NFL).

## Carriera

### Miami Dolphins
Dopo non essere stato scelto nel Draft NFL 2018, Joseph firmò con i Miami Dolphins. Nella pre-stagione segnò tutti e tre i field goal tentati. Fu svincolato il 1º settembre 2018.

### Cleveland Browns
Joseph firmò con i Cleveland Browns il 17 settembre 2018. Sostituì Zane Gonzalez che il giorno precedente aveva sbagliato due field goal e 2 tentativi di extra point. Nella settimana 5 contro i Baltimore Ravens segnò il suo primo field goal della vittoria dalla distanza di 37 yard ai tempi supplementari. T
Nella sua unica stagione con i Browns segnò 17 field goal su 20 tentativi, con il più lontano da 51 yard, mentre tutti i suoi errori vennero da oltre le 40 yard.
Il 31 agosto 2019 Joseph fu svincolato, vedendosi preferito per il ruolo di titolare il rookie Austin Seibert.

### Carolina Panthers
Il 25 novembre 2019 Joseph firmò con la squadra di allenamento dei Carolina Panthers.

### Tennessee Titans
Il 18 novembre 2019 Joseph firmò con i Tennessee Titans un contratto triennale. Debuttò con la nuova maglia il 22 dicembre, calciando 4 extra point nella sconfitta per 38–28 contro i New Orleans Saints. Nell'ultima partita stagionale segnò tutti i 5 tentativi di extra point nella vittoria sugli Houston Texans per 35–14.
Joseph non tentò alcun field goal fino alla sua quinta partita con i Titans, quando segnò da 30 yard nel primo quarto dei playoff contro i Kansas City Chiefs. Prima del suo primo field goal, segnò 15 extra point su altrettanti tentativi.
I Titans svincolarono Joseph il 3 settembre 2020 dopo avere firmato Stephen Gostkowski.

### Tampa Bay Buccaneers
L'8 settembre 2020 Joseph firmò con la squadra di allenamento dei Tampa Bay Buccaneers. Fu promosso nel roster attivo il 18 dicembre per la gara della settimana 15 contro gli Atlanta Falcons, dopo di che tornò nella squadra di allenamento.

### Minnesota Vikings
L'11 febbraio 2021 Joseph firmò con i Minnesota Vikings.
Nel quarto turno della stagione 2022, nella gara disputata a Londra contro i New Orleans Saints, segnò tutti i cinque tentativi di field goal, incluso quello da 47 yard che diede la vittoria ai Vikings. Per questa prestazione fu premiato come miglior giocatore degli special team della NFC della settimana. Nel sedicesimo turno segnó a tempo scaduto il field goal della vittoria sui New York Giants dalla distanza di 61 yard, un nuovo primato personale, e fu premiato per la seconda volta in stagione come giocatore degli special team della NFC della settimana.

## Palmarès

### Franchigia
- Super Bowl : 1

Tampa Bay Buccaneers: LV
- National Football Conference Championship: 1

Tampa Bay Buccaneers: 2020

### Individuale
- Giocatore degli special team della NFC della settimana: 2

4ª e 16ª del 2022